# Niles (Ohio)
Niles – miasto w Stanach Zjednoczonych, w północno-wschodniej części stanu Ohio.
Liczba mieszkańców w 2000 roku wynosiła 20 893. Założone w 1806 roku przez Jamesa Heatona.